# Kerncentrale Kori

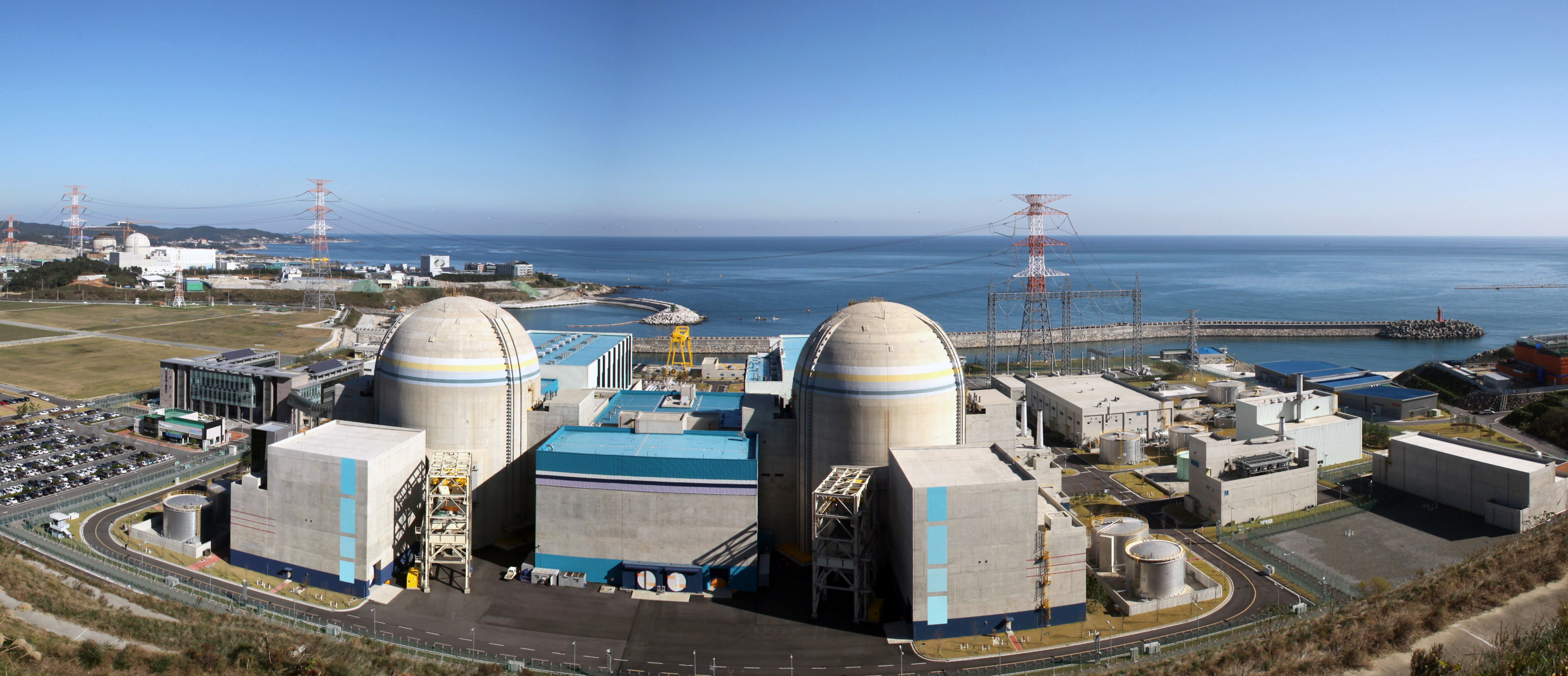
Shin-Kori 1 en 2

Kerncentrale Kori in Busan (Zuid-Korea) heeft zeven actieve reactoren en twee in aanbouw. De eerste en oudste reactor werd op 18 juni 2017 buiten werking gesteld.

## Geschiedenis
In 1957 werd Zuid-Korea lid van de Internationaal Atoomenergieagentschap. In 1958 werd de Atoomenergiewet aangenomen en in 1959 werd door de regering het Office of Atomic Energy opgericht. De eerste kernreactor die in Zuid-Korea kritiek werd, was een kleine onderzoekseenheid in 1962.
Na de eerste oliecrisis in 1973 werd de sterke afhankelijkheid van buitenlandse aardolie als een groot probleem ervaren. Een diversificatieprogramma werd gestart met de nadruk op kernenergie. In 1978 kwam de eerste eenheid van de kerncentrale Kori in bedrijf. Deze had een vermogen van 587 MW en werd gebouwd door het Amerikaanse bedrijf Westinghouse. In het eerste jaar produceerde het 2324 GWh of zo'n 7% van het nationale totaal. Deze eenheid werd na 40 jaar in 2017 gesloten.
Op basis van het succes van de eerste eenheid volgden er snel meer. In 1983 kwam eenheid 2 in gebruik gevolg door twee extra eenheden in september 1985 en april 1986. Vervolgens lag het werk enige jaren stil in afwachting van nieuwe reactoren.
In 2006 werd de bouw hervat. Er kwamen twee eenheden met een reactor naar Koreaans ontwerp, de OPR-1000. De cijfers indiceren het vermogen van de reactor. Een dochteronderneming van KEPCO, KEPCO Engineering & Construction Company (KEPCO E&C), was verantwoordelijk voor het ontwerp en bouw. In 2011 en 2012 kwamen twee eenheden, de Shin-Kori 1 en Shin-Kori 2, in bedrijf. Shin betekent nieuw. De reactoren hebben een verwachte levensduur van 60 jaar.
In 2008 begon KEPCO met de bouw van een serie van vier nieuwe eenheden (Advanced Power Reactor of ARP-1400) elk met een vermogen van 1400 MW. Dit was een verbeterd ontwerp van de OPR-1000. Twee eenheden zijn reeds in bedrijf en de andere twee worden naar verwachting in 2023 en 2024 opgeleverd. Alle acht zijn drukwaterreactoren.

## Overzicht reactorblokken
Volgens gegevens van de IAEA zijn de volgende reactoren in bedrijf of buiten gebruik gesteld”
| Reactorblok | Type     | Elektrisch vermogen | Begin bouw (maand-jaar) | Inbedrijfstelling (maand-jaar) | Uit bedrijf (maand-jaar) |
| ----------- | -------- | ------------------- | ----------------------- | ------------------------------ | ------------------------ |
| Kori 1      | WH-60    | 576 MW              | 08-1972                 | 04-1978                        | 06-2017                  |
| Kori 2      | WH F     | 640 MW              | 12-1977                 | 06-1983                        |                          |
| Kori 3      | WH F     | 1011 MW             | 10-1979                 | 09-1985                        |                          |
| Kori 4      | WH F     | 1012 MW             | 04-1980                 | 04-1986                        |                          |
| Shin-Kori 1 | OPR-1000 | 996 MW              | 06-2006                 | 02-2011                        |                          |
| Shin-Kori 2 | OPR-1000 | 996 MW              | 06-2007                 | 06-2012                        |                          |
| Shin-Kori 3 | APR-1400 | 1416 MW             | 10-2008                 | 01-2016                        |                          |
| Shin-Kori 4 | APR-1400 | 1418 MW             | 08-2009                 | 08-2019                        |                          |
| Shin-Kori 5 | APR-1400 | 1340 MW             | 04-2017                 | 2023                           |                          |
| Shin-Kori 6 | APR-1400 | 1340 MW             | 09-2018                 | 2024                           |                          |